# Relations entre la Finlande et la Lettonie
Les relations entre la Finlande et la Lettonie sont des relations internationales entre deux pays d'Europe. La Finlande possède une ambassade à Riga tandis que la Lettonie en possède une à Helsinki. Ses deux pays sont membres du Conseil des États de la mer Baltique et de l'Union européenne.

## Visites
En 1999, le président de la Lettonie visite la Finlande. La Finlande accord alors son soutien à l'adhésion de Lettonie à l'Union européenne.
En juin 1999, le Premier ministre letton, Vilis Kristopans, rencontre le ministre finlandais du Commerce extérieur et du Développement, Kimmo Sasi.